# A. J. Brodeur
Austin James Brodeur (4 oktober 1996) is een Amerikaans voormalig basketballer.

## Carrière
Brodeur speelde collegebasketbal voor de Penn Quakers van 2016 tot 2020. Nadat hij niet gekozen werd in de NBA draft tekende hij eerst bij Riesen Ludwigsburg maar zijn contract werd ontbonden nadat hij niet door de fysieke testen geraakte. En daarna tekende hij een contract bij de Duitse club Mitteldeutscher BC waar hij speelde tot in 2021. Hij speelde daarna korte tijd voor de basketbal afdeling van Stjarnan in IJsland. Hij tekende een contract in 2021 bij Kangoeroes Mechelen in de BNXT-league en speelde er een seizoen.